# Cucullia punctigera
Cucullia punctigera là một loài bướm đêm trong họ Noctuidae.